# 蔡斯鎮區 (密歇根州)
蔡斯鎮區（英語：Chase Township）是位於美國密歇根州萊克縣的一個行政鎮區。

## 地方資料
蔡斯鎮區的面積為92.10平方千米，當中陸地面積為91.70平方千米，而水域面積為0.40平方千米。根據2020年美國人口普查的數據，當地共有人口1153人，而人口密度為每平方千米12.52人。